# Славина, Ирина Вячеславовна
Ири́на Вячесла́вовна Сла́вина (при рождении — Колебанова, в замужестве — Мурахта́ева; 8 января 1973, Горький, РСФСР, СССР — 2 октября 2020, Нижний Новгород, Россия) — российский журналист, общественный деятель, главный редактор сетевого издания «Koza.Press».
2 октября 2020 года совершила акт самосожжения перед зданием ГУ МВД России по Нижегородской области (напротив станции метро «Горьковская»), опубликовав перед самоубийством пост в сети Facebook: «В моей смерти прошу винить Российскую Федерацию».

## Биография
Родилась 8 января 1973 года в Горьком.
С 1992 по 1997 год обучалась на филологическом факультете Нижегородского государственного педагогического института по специальности «Филология», а с 2000 по 2003 год — на филологическом факультете Университета Российской академии образования по специальности «Журналистика».
Работала учителем русского языка и литературы: с августа 1995 по август 1998 года — в школе № 21 Нижнего Новгорода, с октября 1998 по июнь 2003 года — в школе № 22.

## Журналистская деятельность
С июня 2003 года по июль 2011 года работала штатным журналистом в газете «Нижегородская правда».
Для журналистской деятельности использовала творческий псевдоним Ирина Славина, созданный по имени отца Вячеслава.
22 июля 2015 года основала и возглавила в качестве главного редактора региональное сетевое издание «Koza.Press», освещающее общественно-политические события Нижегородской области.

## Политическая деятельность
В июне 2016 года вместе с Асхатом Каюмовым и Андреем Хомовым Ирина Славина возглавила список партии «Яблоко» на выборах в Законодательное собрание Нижегородской области.
В 2016 году как кандидат от партии «Яблоко» принимала участие в выборах в Государственную Думу Российской Федерации по Приокскому одномандатному округу Нижегородской области и заняла в них восьмое место из десяти, набрав 3 468 голосов, или 1,28 %.

## Общественная деятельность
Как пишет «Настоящее время», в марте 2019 года суд в Нижнем Новгороде оштрафовал Ирину Славину на двадцать тысяч рублей, признав её виновной в организации несогласованного шествия памяти Бориса Немцова.
В августе 2019 года в городе Шахунье установили мемориальную доску памяти Сталина (к 140-летию со дня его рождения).
Ирина Славина в своём посте в Фейсбуке предложила переименовать Шахунью, изменив несколько последних букв в названии населённого пункта, так что в результате получилось матерное слово:
После того, как в нижегородской Шахунье на доме повесили морду Сталина, предлагается переименовать населённый пункт в Шахуйню.
После заявления представителя нижегородского отделения КПРФ в Следственный комитет России в октябре 2019 года центр «Э» МВД России возбудил в отношении Славиной административное дело о неуважении к власти и обществу (ч. 3 статьи 20.1 КоАП) за данную публикацию, и осенью 2019 года суд Нижнего Новгорода оштрафовал Славину на семьдесят тысяч рублей.
Глава правозащитной группы «Агора» Павел Чиков обращал внимание, что на Славину наложили самый большой штраф из тех, что возможны по статье о неуважении к власти. Коллеги и знакомые журналистки предполагают, что это было сделано для того, чтобы закрыть занимающее оппозиционную позицию издание.
В начале ноября 2019 года Славина обратилась в Генеральную прокуратуру России с заявлением проверить высказывание, которое содержит угрожающие слова главы Чеченской Республики Рамзана Кадырова в отношении авторов негативных материалов о республике.
В июне 2020 года на Славину составили протокол о фейковых новостях (часть 9 статья 13.15 КоАП) из-за материала о том, что один из руководителей академии самбо в городе Кстово (Сергей Лоповок) заразился коронавирусом SARS-CoV-2 и по возвращении из Европы контактировал с десятками людей, в том числе с учащимися академии.
В июле 2020 года Славину оштрафовали за размещение информации о проведении форума «Свободные люди».

## Акт самосожжения

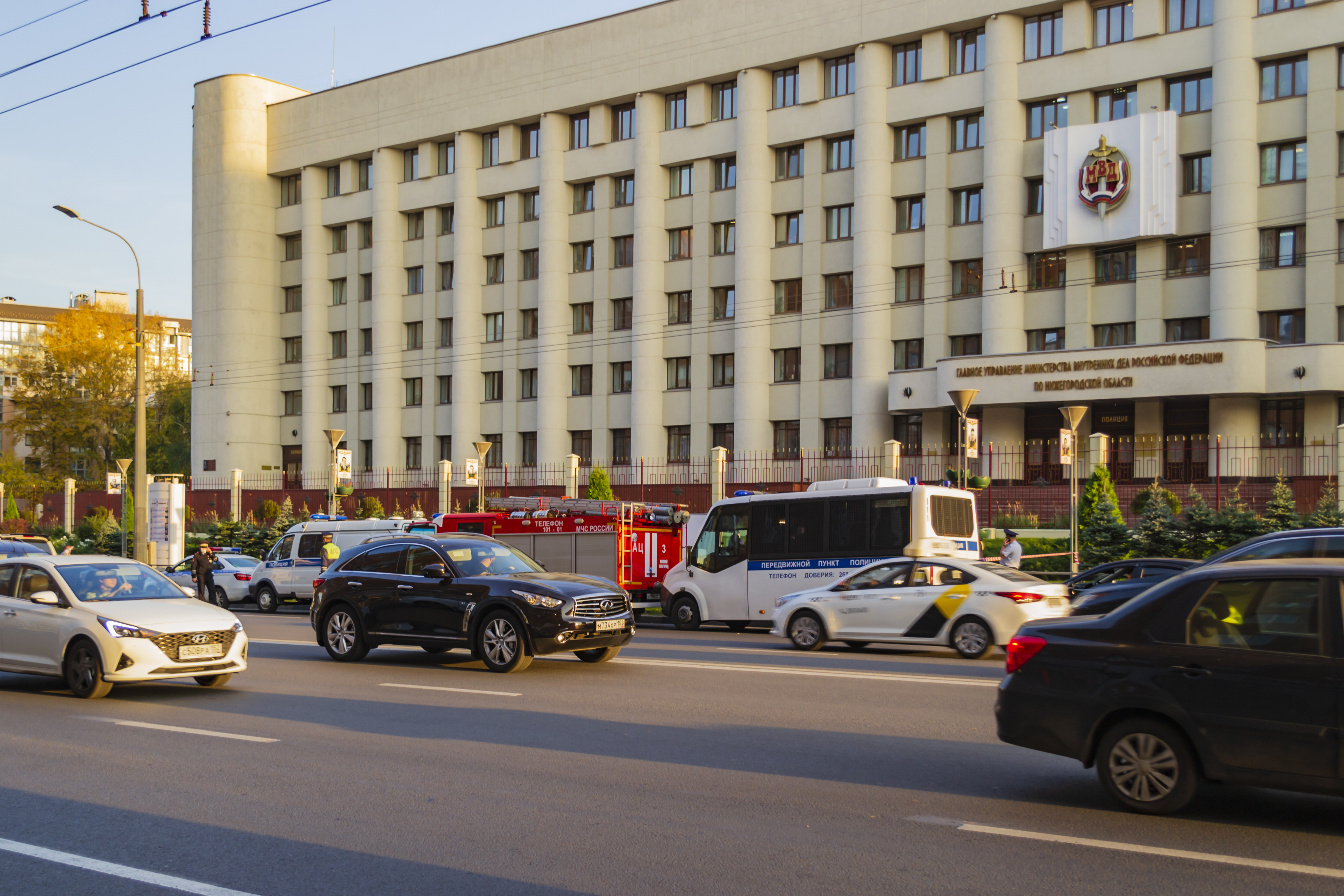
Автомобили экстренных служб и полиция возле здания ГУ МВД России по Нижегородской области

2 октября 2020 года в 15 часов 30 минут совершила акт самосожжения перед зданием ГУ МВД России по Нижегородской области (ул. Максима Горького, д. 71), сев на скамью у скульптурной композиции под названием «На страже Закона во все времена», где изображены городовой, милиционер и полицейский. Прохожий пытался остановить и спасти её, но она оттолкнула его. В последнем посте в Фейсбуке в 15 часов 20 минут Славина обвинила в своей смерти Российскую Федерацию.
Накануне, 1 октября 2020 года, дома у Славиной прошёл обыск в рамках уголовного дела по статье об осуществлении деятельности нежелательной организации (статья 284.1 УК РФ), которое возбудили в отношении Михаила Иосилевича. У Славиной сотрудники правоохранительных органов изъяли электронную технику и все носители информации, затем журналистку доставили на допрос.
Славина так описала обыск в своей квартире в Facebook’е:

Сегодня 6:00 в мою квартиру с бензорезом и фомкой вошли 12 человек: сотрудники СКР, полиции, СОБР, понятые. Дверь открыл муж. Я, будучи голой, одевалась уже под присмотром незнакомой мне дамы. Проводили обыск. Адвокату позвонить не дали. Искали брошюры, листовки, счета «Открытой России», возможно, икону с ликом Михаила Ходорковского. Ничего этого у меня нет. Но забрали, что нашли — все флешки, мой ноутбук, ноутбук дочери, компьютер, телефоны — не только мой, но и мужа, — кучу блокнотов, на которых я черкала во время пресс-конференций. Я осталась без средств производства. Со мной всё нормально. Но очень настрадался Май (собака Ирины Славиной). Его до 10:30 не давали вывести на улицу.

Согласно постановлению о возбуждении уголовного дела, Михаил Иосилевич предоставил принадлежащее ему помещение для мероприятия по обучению наблюдателей на сентябрьских выборах. Встречи, по мнению следствия, организовали проект «Объединённые демократы» и движение «Открытая Россия». При этом организатором тренингов было движение «Голос», а не «Открытая Россия».
Церемония прощания с Ириной Славиной состоялась в Нижнем Новгороде 6 октября 2020 года с 11:00 до 14:00 в Доме учёных на ул. Октябрьской, д. 25.

### Реакция граждан
2 октября 2020 года в Нижнем Новгороде состоялось шествие памяти Славиной, в котором приняли участие около шестидесяти человек.

Памятник жертвам политических репрессий у музейного центра «Площадь Мира» в Красноярске. С фотографиями в память о И. В. Славиной и М. С. Марцинкевиче («Тесаке»)

В связи со смертью журналистки Ирины Славиной движение в защиту прав избирателей «Голос» потребовало возбудить уголовное дело о доведении до самоубийства.
Член ЛевСД и «Яблока» Николай Кавказский 4 октября провел одиночный пикет в память об Ирине Славиной у здания Следственного комитета РФ в Москве.
Жительница Красноярска два дня подряд выходила на Театральную площадь на одиночный пикет в память о Славиной. 5 октября она стояла с плакатом «Ирина Славина сгорела заживо из-за нашего равнодушия». 6 октября активистка вышла на пикет с плакатом «Точечные репрессии сжигают людей заживо». Позже она побывала у Памятника жертвам политических репрессий на берегу Енисея у музейного центра «Площадь Мира», где за несколько дней до этого появилась фотография Ирины Славиной, и положила к камню ещё один портрет и свой предыдущий плакат.
В день похорон 6 октября в Москве у здания представительства Нижегородской области прошла акция памяти журналистки Ирины Славиной.
На девятый день житель города Барабинска Новосибирской области Пётр Ощепков вышел на одиночный пикет с плакатом в память о Славиной, проведя акцию на главной площади.
В Череповце (Вологодская область) на площади Химиков прошла акция-пикет «памяти по погибшим узникам совести» — журналистке Ирине Славиной, и активисту из Вологды Сергею Пахолкову, который скончался в отделении полиции от полученной при задержании травмы и неоказания медицинской помощи.
В Нижнем Новгороде жители города организовали стихийный мемориал на месте самосожжения. И уже почти 2 года каждый месяц приносят цветы и портреты на это место.

### Реакция семьи
3 октября 2020 года на одиночный пикет вышла, кроме прочих, и дочь Ирины Славиной — Маргарита Мурахтаева. Она держала плакат с надписью «Пока моя мама горела заживо, вы молчали».

### Реакция властей
Кремль, в лице пресс-секретаря президента РФ Дмитрия Пескова, высказал соболезнования родным и близким погибшей. Губернатор Нижегородской области обещал разобраться в причинах.
Заместитель главы комитета Госдумы по вопросам семьи, женщин и детей Оксана Пушкина направила депутатский запрос генпрокурору Игорю Краснову и главе Следственного комитета Александру Бастрыкину с просьбой разобраться, насколько адекватны и обоснованы были действия сотрудников и обстоятельства обыска у Славиной, который провели накануне её самоубийства.
Представительство Европейского союза в России выразило соболезнования родным и близким и призвало российские власти тщательно расследовать события, предшествовавшие её смерти, в том числе оказывавшееся на неё давление.
Президент России В. Путин заявил на заседании Совета по правам человека (СПЧ), что «не понимает причин самоубийства Славиной». Трансляцию мероприятия вёл телеканал «Россия 24».

### Реакция прессы
Самосожжение Славиной привлекло внимание как российской, так и зарубежной прессы. Новость о трагической кончине нижегородской журналистки сообщили многие мировые СМИ — BBC, Euronews, CNN, The Guardian, Aljazeera и др. Западные наблюдатели отмечают, что преследования независимых журналистов в России связаны с желанием власти оградить себя от критики.
Профсоюз журналистов и работников СМИ выпустил заявление по поводу гибели главного редактора издания Koza.Press Ирины Славиной с требованием немедленно расследовать самосожжение журналистки и наказать виновных в доведении её до самоубийства.
К этому требованию присоединился Генеральный секретарь Европейской федерации журналистов (EFJ) Рикардо Гурьеррес: «Эта трагедия требует тщательного расследования. Послание жертвы очевидно. Следственный комитет России не может просто констатировать, что самоубийство не связано с давлением, которому подверглась журналистка. Если Ирина действительно была всего лишь свидетелем по делу „Открытой России“, то почему власти провели такой жёсткий обыск? Какова была цель этой силовой акции? Мы требуем чётких ответов».
Официальный представитель Генерального секретаря ООН Стефан Дюжаррик выразил соболезнования близким погибшей журналистки Ирины Славиной.

## Семья
Была замужем за Алексеем Викторовичем Мурахтаевым. Двое детей — сын Вячеслав и дочь Маргарита.

## Память
Стихийные мемориалы памяти Ирины Славиной в Нижнем Новгороде стали создаваться гражданами практически сразу со дня её гибели 2 октября. Неравнодушные люди постоянно приносят к ним цветы, фотографии Ирины, зажигают свечи и лампадки. Своеобразный кенотаф сложился на месте её самосожжения у скульптурной композиции под названием «На страже Закона во все времена» (автор Сергей Клещёв, 2015), где изображены городовой, милиционер и полицейский, сидящие на трёх скамьях а также служебная собака.
Второй мемориал появился у скульптуры «Весёлая коза», которая в 2005 году была установлена в районе Большой Покровской улицы на Театральной площади. Изображение Козы-дерезы прямо отсылает к сетевому изданию Ирины Славиной «Koza.Press», продолжившему работу и после смерти своего создателя.
В первые дни после гибели журналистки нижегородские власти активно боролись с народными мемориалами, постоянно зачищая их от цветов, свечей, фотографий и плакатов. Позже губернатор Нижегородской области Глеб Никитин запретил убирать цветы с мемориала журналистки Ирины Славиной, возникшего на месте её самосожжения у здания УВД в Нижнем Новгороде, о чём он сообщил в инстаграме. Однако, цветы продолжили убирать и после этого, а в некоторых случаях пытающихся их возложить, полиция задерживала как минимум до 2024 года.
Сквер в память об Ирине Славиной появился в Нижнем Новгороде на пересечении улиц Лопатина и Верхнепечёрской, недалеко от дома, где жила главный редактор «Koza.Press». Друзья погибшей журналистки высадили различные декоративные растения на участке земли, который Славина ранее помогла отстоять от застройки.
3 ноября 2020 года в Нижнем Новгороде появилось керамическое панно с изображением погибшей журналистки Ирины Славиной. Художник под ником Бэнкси Нижегородский разместил новый арт-объект на фасаде многоэтажного дома в микрорайоне Верхние Печёры, где жила главный редактор издания Koza.press. Впрочем, менее чем через сутки памятная доска исчезла, будучи похищенной и уничтоженной неизвестными вандалами, о чём сообщила подруга журналистки Ирина Еникеева.
В 2021 году в Москве почтили память нижегородской журналистки Ирины Славиной, люди собрались у представительства Нижегородской области.
3 октября 2022 года в годовщину гибели Ирины Славиной её дочь Маргарита Мурахтаева вышла с одиночным пикетом, за что полиция выписала протокол "о дискредитации российской армии".

## В искусстве
3 октября 2020 года участник рок-группы Louna Виталий Демиденко посвятил написанную им ранее песню «Молчание ягнят» памяти Ирины Славиной.
8 декабря 2020 года на YouTube состоялась премьера официального видеоклипа группы «Ногу Свело!» (руководитель Макс Покровский) на песню «Пора прощаться, 2020», где среди самых значимых событий уходящего года упоминается и смерть Ирины Славиной.
12 февраля 2021 года рок-группа «Операция Пластилин» выпустила альбом «Грустные песни для уставших людей», в который вошла песня «Не так», где поётся: «Мы как всегда промолчим и стерпим любое зло, пускай горят неугодные на площадях. Страна-автозак несётся прямо в СИЗО, и только пепел здесь останется после меня», что явно отсылает к акту самосожжения журналистки.
26 марта 2021 года рок-группа «Северный флот» выпустила альбом «2020», в который вошла песня «Мой гори огонь», посвящённая Ирине Славиной.
30 мая 2023 года на YouTube-канале «вДудь» российская актриса театра и кино Яна Троянова сообщила, что она сыграет главную роль в художественном фильме об Ирине Славиной.

## Документальный репортаж
- За что погибла Ирина Славина? / Редакция (2021)[76]

### Комментарии
1. ↑  Сотрудники правоохранительных органов в Нижнем Новгороде пришли также к незарегистрированному кандидату в Нижегородскую городскую думу Алексею Садомовскому, координатору штаба Навального Роману Трегубову, бывшему координатору штаба Дмитрию Силивончику, Михаилу Бородину, который занимался обучением наблюдателей на выборах, и активисту Юрию Шапошникову.